# 尼扎爾·納尤夫
尼扎尔·纳尤夫（1962年5月29日—）是一名叙利亚记者、人權護衛者和持不同政见者。他批评叙利亚的阿薩德政府侵犯人权，結果于1991年被捕并被判处十年监禁。
2001年5月6日，就在教皇约翰·保罗二世访问叙利亚当天，叙利亚总统巴沙尔·阿萨德释放納尤夫。纳尤夫随后移居法国。
纳尤夫獲得2000年的联合国教科文组织吉列尔莫·卡诺世界新闻自由奖和 2001年的自由新闻金笔奖。